# Lamborghini Trattori
Pour les articles homonymes, voir Lamborghini (homonymie).
 (juin 2021).

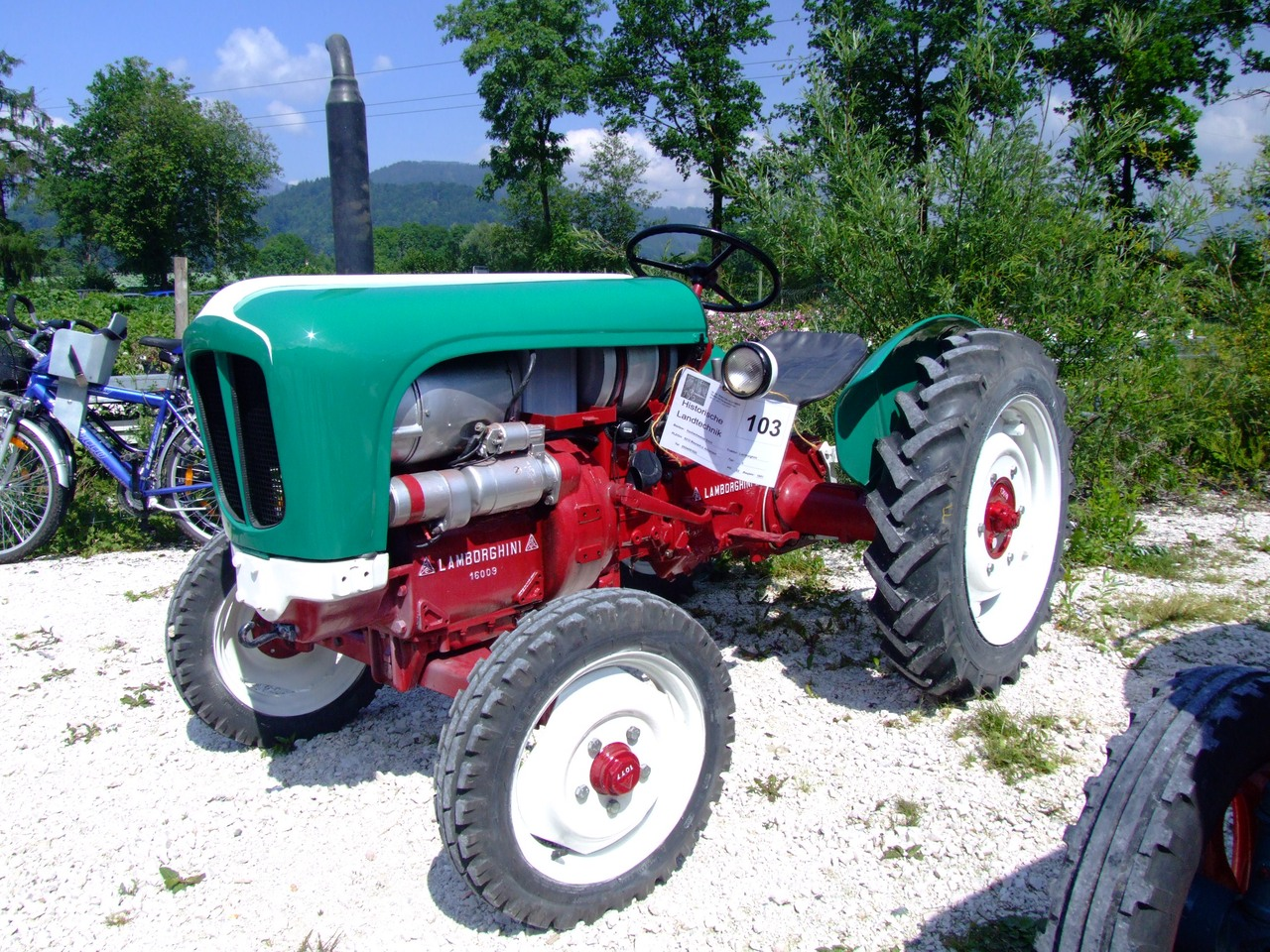
Lamborghinetta.

La société Lamborghini Trattori a été fondée en 1948, à Cento, par Ferruccio Lamborghini, qui créera également la firme Lamborghini Automobili en 1963. Son emblème est un triangle contenant les trois lettres FLC (pour « Ferruccio Lamborghini Cento »).
En 1973, l'entreprise entre dans le groupe SAME (Società Accomandita Motori Endotermici).

## Histoire
Après la Seconde Guerre mondiale, la mécanisation de l'agriculture entraîne une forte demande de tracteurs agricoles, en Italie comme dans le reste de l'Europe. Ferrucio Lamborghini, fils d'agriculteurs aisés de Renazzo de Cento dans la province de Ferrare en Italie, à 30 km de Modène, met à profit ses connaissances en mécanique en ouvrant un petit garage dans sa ville natale, et achète des matériels militaires réformés auprès de l'ARAR (Azienda Recupero Alienazione Residuati, agence gouvernementale italienne de redistribution des surplus militaires) pour construire des engins agricoles.
L'entreprise équipe ainsi ses premiers tracteurs Carioca de moteurs et de transmissions de véhicules militaires, en y ajoutant une importante innovation technique : un vaporisateur qui, appliqué au moteur Morris, permet au tracteur de démarrer à l'essence et de fonctionner au pétrole.
L'année 1951 voit la naissance du « L 33 », premier tracteur entièrement Lamborghini produit en série à l'exception du moteur : un Morris 6 cylindres en ligne de 3 500 cm3 au pétrole, avec vaporisateur à brevet Ferruccio Lamborghini. En quelques années seulement, la production passe d'un tracteur par semaine à 200 environ par an, et de nouveaux moteurs de fabrication italienne viennent remplacer l'ancien matériel de guerre.
La promulgation de la loi italienne Fanfani du 25 juillet 1952 - déblocage de 125 milliards de lires en cinq ans, pour des prêts au taux d'intérêt de 3 % destinés aux agriculteurs qui achèteraient des machines agricoles fabriquées en Italie - permet à l'entreprise de progresser ultérieurement en qualité. Au cours des années cinquante, Lamborghini devient une entreprise industrielle, troisième fabricant de tracteurs en Italie, derrière Fiat et Ferguson.

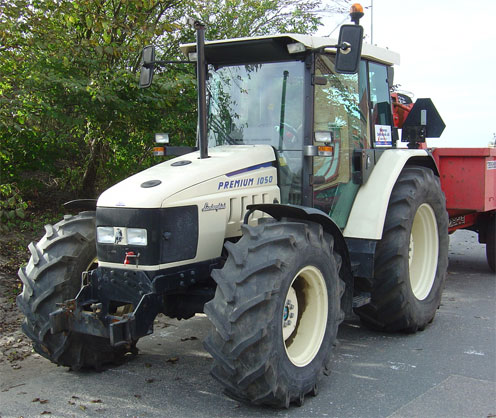
Lamborghini Premium 1050.

En 1952, apparaissent les nouveaux modèles DL 15, DL 20, DL 25 et DL30, puis, l'année suivante, les modèles DL 40 et DL 50. En 1955, Lamborghini présente son premier tracteur à chenilles, le DL 25 C, suivi du DL 30 C, caractérisé par sa couleur jaune.
En 1956, un nouvel établissement est inauguré et l'année suivante, sur le modèle du Sametto signé SAME, le tracteur Lamborghinetta (doté d'un moteur à deux cylindres de 22 ch, pesant 1 tonne, et vendu à un million d'exemplaires) est lancé sur le marché.

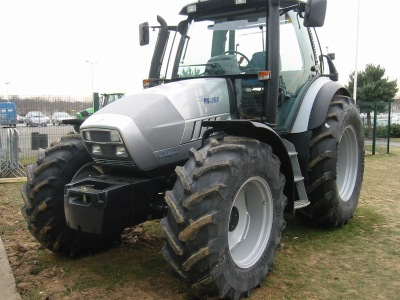
Lamborghini R6.150.

En 1968-69, à la suite d'une augmentation significative des ventes, Lamborghini Trattori adopte une nouvelle stratégie visant à améliorer aussi bien la qualité technique des tracteurs que le volume de production. Les tracteurs Lamborghini sont les premiers en Italie à être équipés d'une boîte de vitesses synchronisée en série et la gamme s'enrichit des modèles de grande puissance (R 480).
En 1973, avec sa marque et tout son prestige, Lamborghini devient partie intégrante du groupe SAME. 10 ans plus tard, une nouvelle gamme de machines aux caractéristiques extrêmement innovantes dotées de moteurs modulaires refroidis à l'eau fait son apparition. À la fin des années 80, la société adopte l'injection électronique et installe de nouvelles unités de contrôle du moteur pour leurs tracteurs, et en 1991, la nouvelle série de forte puissance Racing est équipée de la transmission « Electronic Power Shift ». En 1993, sous la marque Lamborghini, naissent les Runner, tracteurs à puissance réduite pour la petite agriculture et les espaces verts. 
On peut noter, au cours des années 1990, toujours sous la marque Lamborghini Trattori, la production des séries Racing, Champion, Premium, Agile, Sprint.
Le début du XXIe siècle voit la production des séries R6, R7 et R8. En 2013, à l'occasion du salon international SIMA de Paris, le nouveau tracteur Nitro est présenté sur le marché, caractérisé par une carrosserie blanche et un design entièrement revu. Grâce à ce Nitro, Lamborghini Trattori remporte plusieurs prix internationaux tels que le trophée du Tracteur de l'année pour le design en 2014 et le RedDot Award en 2014. 